# 猪 (Lady Gaga歌曲)
猪是美国歌手女神卡卡的歌曲，收录于她的第三张录音室专辑《流行艺术》中。这首歌由卡卡、保罗·布莱尔（即DJ白影）、迪诺·兹西斯（Dino Zisis）和尼克·蒙森创作和制作。猪是一首Dubstep和工业风格的歌曲，灵感来源于这位歌手的性经历以及她在19岁被性侵时感到的愤怒。卡卡用嘶吼的方式演唱歌曲，歌词控诉了一个想要追求她的人，并且把这个人比作“猪”。
猪受到了大多数乐评人的好评。歌曲在韩国Gaon国际数字榜上排名第94位。在美国，猪在《告示牌》舞曲/电子歌曲榜上最高排名为第23位。卡卡在其iTunes音乐节演出、流行藝術巡迴演唱會以及德克萨斯州奥斯汀的西南偏南音乐节上表演了这首歌。西南偏南的演出当中，表演艺术家米莉·布朗往卡卡身上呕吐颜料；这一表演受到争议，被指美化厭食症。这首歌和卡卡的另一首歌Til It Happens to You都出现在有关于美国大学强奸问题的纪录片《狩猎场》中。

## 背景和写作
2011年，在发行第二张唱片《天生完美》后不久，卡卡就开始着手制作她的第三张录音室专辑《流行藝術》。次年，随着卡卡与制作人費爾南多·加瑞貝和DJ白影合作，这张专辑的概念“开始涌现”。卡卡说猪这首歌曲有关于个人感受，讲述了她遭遇到的困难而痛苦的性经历。
2014年12月，卡卡在电台节目《霍华德·斯登秀》上透露自己在19岁时被一名比她大20岁的制片人强暴。这一经历给了她创作猪的灵感：“我写了一首名为猪的歌；这首歌关于强奸。这首歌是关于被降服。这首歌是关于气愤、暴怒和激情，我有很多痛苦想要在这首歌里面释放。”

## 录音和作曲

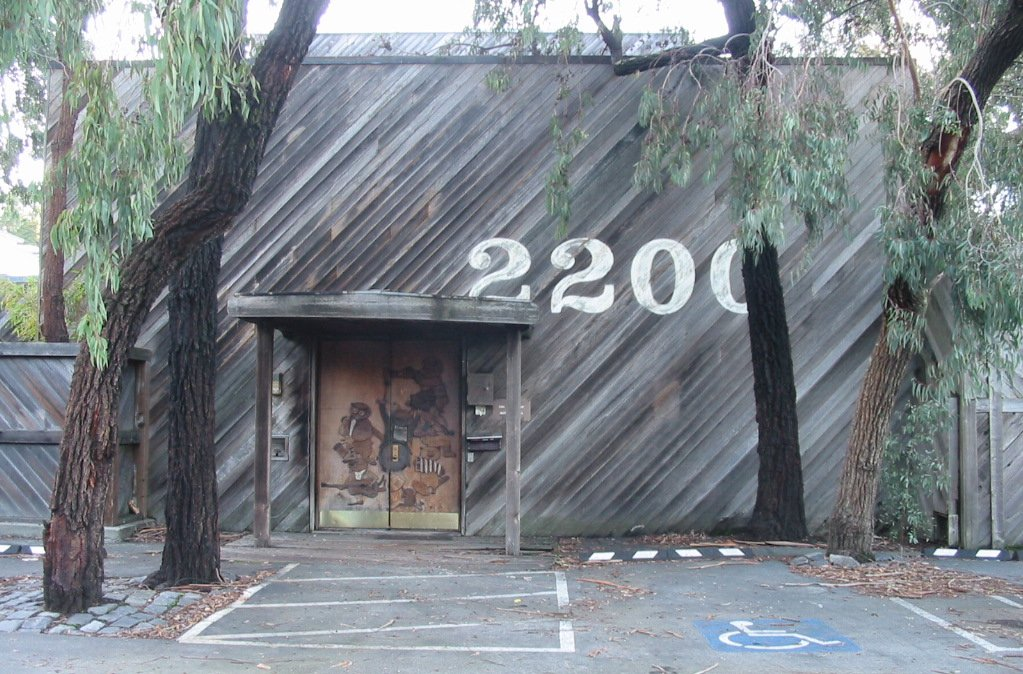
在唱片工廠录音室录制。

音乐方面，猪是一首Dubstep和工业风格的歌曲。在评论卡卡在iTunes音乐节上对这首歌的演绎时，《娱乐周刊》的Nick Catucci称猪这首歌“令人震惊不已，歌词内容有如九寸釘樂團，加上如同深紫乐队的狂野节奏。”《前音後果》称这首歌是一首“以忧郁的钢琴谣曲开场，最终爆发成一首暴怒的、由尖锐的吉他和合成器伴奏的流行摇滚歌曲。”
MTV新闻的吉尔·考夫曼（Gil Kaufman）将这首歌描述为一首“摇滚风格浓重”的歌曲。布拉德利·斯特恩认为这首曲子是“多段令人汗毛直立、牙关咬紧、心脏停跳的酸电子乐风格的Drop。”据Musicnotes.com介绍，这首歌以四四拍写成，速度为每分钟120拍。这首歌曲以G小調创作，卡卡的声音跨度从G3的低音到D5的高音。这首歌的和弦进行为C/G–Gm–C/G–Gm。
这首歌的歌词控诉了一个想要追求她的人，并且把这个人比作“猪”。卡卡原本希望用轻松悦耳的演唱淡化歌词的冲击力，但她最终“在整首歌中嘶吼和尖叫”。在副歌部分，卡卡在“嘈杂”的合成器伴奏下高声唱出歌词：“你只是一只披着人皮的猪而已 / 叫吧，叫吧，叫吧，你让我反胃 / 你的皮下面只是一头猪”，她最后在“激烈”的节拍当中反复说出“猪”这个单词。

## 现场表演

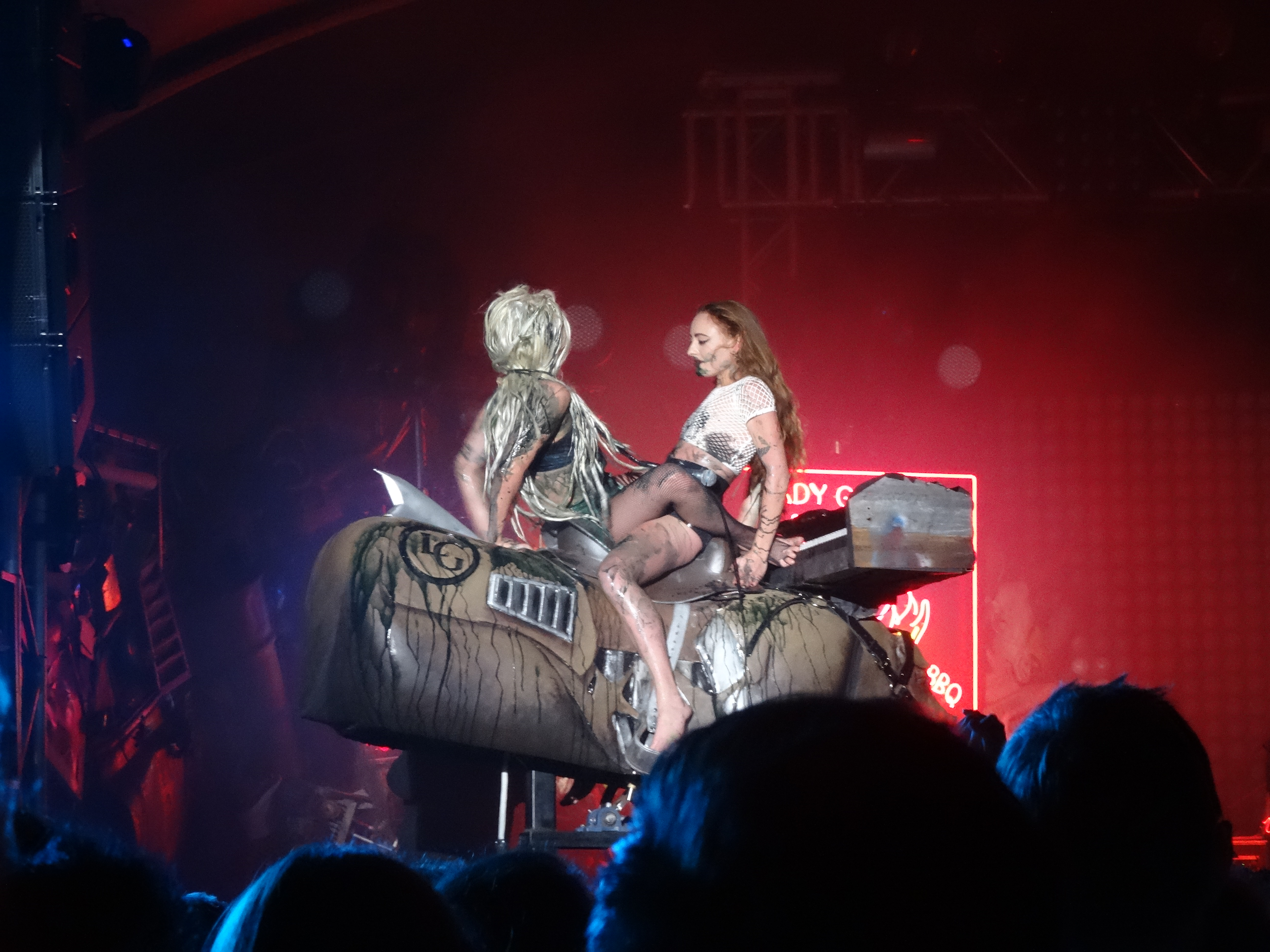
2014 年，女神卡卡与米莉·布朗 (表演艺术家)在西南偏南音乐节上表演

2013年8月，卡卡放出这首歌的一分钟预告片，展示了她为iTunes音乐节排练的场景，并附上了她表演的图片。卡卡将她的演出命名为“SwineFest”，这首歌是这场演出的核心部分。演出期间，她在演唱这首歌之前摘下了之前戴的金色假发，露出了她的真发。她戴着闪闪发光的猪面具，起初用钢琴弹奏猪，之后歌曲的电子舞曲版本开始播放。在演出期间，台上的伴舞戴着猪鼻子形状的防毒面具和“白色工作服”。《數碼間諜》的Robert Copsey对她的表演评分为5分中的3.5分，并表示她“达到了疯狂的巅峰”。
2014年3月，卡卡在德克萨斯州奥斯汀的西南偏南音乐节上介绍猪时称这首歌关于“强奸和愤怒”，随后她邀请了表演艺术家米莉·布朗一同登台。在两人的表演中，布朗向卡卡身上的白色围裙呕吐绿色的液体。之后他们爬上一个装有猪头和口塞的大型机械公牛，一起骑着它并模拟性行为。布朗继续在他们骑公牛期间向卡卡和她的白色围裙上呕吐黑色液体，并把黑色颜料四处喷洒。《滚石》杂志的一位撰稿人指出，“在演出的其余部分，卡卡身上都带着这种黑色光泽，代表她在象征意义上的强奸幸存者，和实际意义上的表演艺术幸存者”。背景是一块霓虹灯牌，上面写着“女神卡卡的烧烤——Swine之家”。猪被称为一首“反强暴曲目”，同样，她在西南偏南的表演也被称为一次“反强暴示威”。

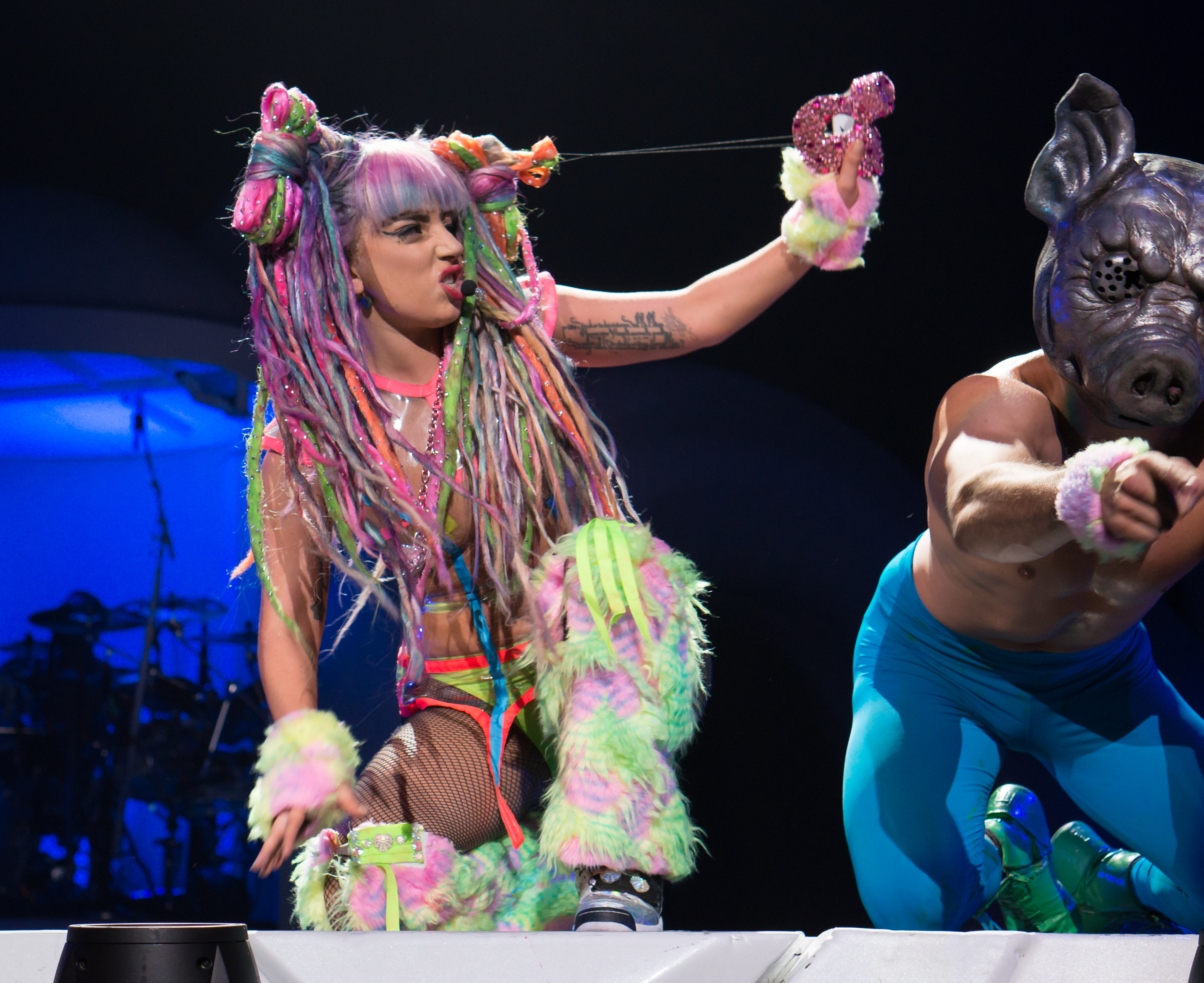
卡卡在流行藝術巡迴演唱會上演唱

安德鲁·汉普（Andrew Hampp）认为，“对于一张受行为艺术启发的专辑（和演唱会）来说，那一刻，音乐和震撼效果深刻且可信地融合在一起。”这场表演也因呕吐表演而受到批评。曾患暴食症的黛咪·洛瓦托抱怨这场演出“美化”了饮食失调。针对这场争议，布朗对MTV新闻表示：“我能理解为什么人们会有那种联想，但我的表演真的不是在阐述饮食失调本身。”卡卡在《今日秀》中坦言：“米莉和我都知道不是每个人都会喜欢那场表演，但我们都真的相信艺术表达和强烈的身份认同，我支持她和她所做的一切。我的新专辑《流行艺术》是关于在艺术创作的反叛精神下将艺术与音乐结合在一起。对我们来说，那场表演是最纯粹的艺术。”
之后猪加入卡卡巡演流行藝術巡迴演唱會的演出歌单当中，是安可曲目吉普賽前演出的最后一首歌曲。Gaga在表演中打扮成电音女孩（rave-girl），她的扮相被描述为“动漫学生妹形象的翻版”。她佩戴着彩色的麻花辫，穿着荧光色的毛绒靴子。在一些场合，卡卡会邀请观众上台“和她一起狂欢”。MTV的詹姆斯·达菲尔德称这场表演是“一场感官过载——彩色纸屑大炮回归，频闪灯闪烁，戴着猪面具的舞者开始从嘴里喷出假血”。

## 乐评
这首歌在网上发布后，Idolator网站撰稿人卡尔·威利奥特（Carl Williott）将其与她在iTunes音乐节的表演进行了比较，并表示：“那场演绎相当狂野，而这个录音室版本则更加起伏不定，也更拥有派对气氛。”他把这首歌形容为“可以预期的合成器声浪、震撼的低音线、颤动的键盘、断续的声样和在引向重音的高潮所组成的声音冲击。但在过载的电子舞曲音乐当中，卡卡用她沙哑而不加修饰的声音表现为歌曲增加了人性化触感。”Fuse電視網Nicole James 认为它“基本上是掌聲的对立面。”《衛報》的帝国小鹰（Kitty Empire）称赞这首歌“即使不是（专辑当中）最热门的歌曲，也是令人惊叹的亮点作品。”《Clash》杂志的迈克·德赖弗（Mike Driver）认为卡卡在这首歌中的发音表达与歌手克莉絲汀·阿奎萊拉相当。《Spin》杂志的莫拉·约翰斯顿将猪列为《流行艺术》的亮点之一，称卡卡的歌曲演唱和键盘的声音让人想起了特倫特·雷澤諾的歌曲。
MuuMuse的布拉德利·斯特恩称猪是专辑中最“疯狂的时刻”，卡卡“让她的怪异旗帜飞得更高”。他还认为猪会很适合现场演唱会。《告示牌》的杰森·利普舒茨将这首歌描述为一首“尖锐的工业歌曲”，卡卡的声音听起来“很反胃”。利普舒茨说这首歌不像《流行艺术》上的其他歌曲那样“容易接受或者创作巧妙”，但“很吸引人。”《前音後果》网站的克里斯·博斯曼批评了这首歌的长度，他说“唱片的声音确立以后，许多歌曲就会感觉过长 [...] [猪] 完全可以剪去一段主歌也会有同样的效果，还会更加简洁。”美国娱乐网站Vulture在2022年更新的「女神卡卡歌曲排行」中猪排名第67名，評論表示不論是耀眼奪目的錄音室版本還是瘋瘋癲癲的現場演出，都和《流行艺术》的封面一樣令人目不轉睛。

## 人员
内容来自于《流行艺术》专辑注释。

### 录音室
- 在加利福尼亚州好莱坞的唱片工廠（英语：Record Plant）录制
- 在加利福尼亚州伯班克的绿洲母带录音室制作
- 在加利福尼亚州北好莱坞的镜球录音室（英语：Mirrorball Entertainment）混音

### 参与人员
- 女神卡卡 – 词曲作者，主唱，制作人，声乐编排
- DJ白影（英语：DJ White Shadow） – 词曲作者，制作人
- 迪诺·齐西斯 – 词曲作者，制作人
- 尼克·蒙森 – 词曲作者，制作人，混音
- 戴夫·罗素 – 录音
- 丹尼尔·扎登斯塔特 – 额外录音
- 本杰明·赖斯 – 录音助理
- 托尼·马斯特拉蒂 – 混音
- 乔恩·卡斯泰利 – 混音工程
- 贾斯汀·赫格特 – 混音助理
- 瑞克·珀尔 – 额外编程
- 妮可·甘瑟 – 和声
- 娜塔莉·甘瑟 – 和声
- 莱昂·格雷 – 和声
- 艾维·斯科夫 – 工会合同管理员
- 吉恩·格里马尔迪 – 母带制作

## 排行榜
| 周榜单（2013年）                             | 最高排名 |
| -------------------------------------------- | -------- |
| 南韩（Gaon国际数字榜）                       | 94       |
| 歐洲（《告示牌》Hot Dance/Electronic Songs） | 23       |